# Cirsium chium
Cirsium chium là một loài thực vật có hoa trong họ Cúc. Loài này được (Jacq.) Boiss. mô tả khoa học đầu tiên năm 1875.